# ريكاردو أش
ريكاردو أش (بالإسبانية: Ricardo H. Asch)  (من مواليد 26 تشرين الأول/أكتوبر 1947)، هو طبيب توليد وأمراض نسائية وغدد صماء. عمل في مجال تقنيات الإنجاب، وكان من الرواد في تطوير تقنية نقل الأمشاج إلى قناة فالوب، كما أجرى أبحاثًا حول العلاقة بين الخصوبة وتعاطي الماريجوانا، وشارك في دراسات على نظائر هرمون GnRH بالتعاون مع أندرو شالي.
في منتصف تسعينيات القرن العشرين، وُجّهت إلى آش اتهامات بنقل بويضات مأخوذة من نساء إلى مريضات أخريات دون موافقتهن الصريحة، وذلك أثناء عمله في عيادة الخصوبة التابعة لجامعة كاليفورنيا في إيرفاين. وقد غادر الولايات المتحدة قبل عام من توجيه لائحة اتهام فدرالية بحقه.
وفي عام 2008، خضع آش للمحاكمة في الأرجنتين وتمت تبرئته من جميع التهم. وفي عام 2011، رفضت المكسيك طلب تسليم قدّمته الولايات المتحدة، معتبرةً أن ذلك يشكل محاكمة مزدوجة دون وجود أدلة جديدة.
يقيم آش حاليًا في مدينة مكسيكو.